# La vita e la felicità (EP)
La vita e la felicità è il primo EP del cantante italiano Michele Bravi, pubblicato il 6 dicembre 2013 dalla Sony Music.

## Descrizione
Contiene il singolo omonimo presentato durante la finale della settima edizione del talent show X Factor e varie cover come Carte da decifrare di Ivano Fossati e Ritornerai di Bruno Lauzi.
Il brano omonimo è stato scritto da Tiziano Ferro e Zibba.

## Tracce
1. La vita e la felicità – 3:18 (Tiziano Ferro, Sergio Vallarino)
2. Mad World – 2:58 (Roland Orzabal)
3. Carte da decifrare – 2:57 (Ivano Fossati)
4. See Emily Play – 1:58 (Syd Barrett)
5. God Only Knows – 2:07 (musica: Brian Wilson, Tony Asher)
6. Ritornerai – 1:52 (testo: Bruno Lauzi)
7. La vita e la felicità (Instrumental) – 3:20

## Formazione
- Michele Bravi – voce
- Christian "Nocchie" Rigano – tastiera, organo Hammond, Fender Rhodes
- Michele Canova Iorfida – sintetizzatore, tastiera aggiuntiva, programmazione
- Alex Alessandroni Jr. – pianoforte
- Michael Landau – chitarra acustica, chitarra elettrica
- Sean Hurley – basso
- Victor Indrizzo – batteria

## Classifica
| Classifica (2013) | Posizione massima |
| ----------------- | ----------------- |
| Italia            | 23                |